# Martin Fouda Afana Bipouna
Martin Fouda Afana Bipouna (født 17. januar 1981 i Sverige) er en svensk professionel MMA-udøver, der konkurrerer i bantamvægt-klassen.
Fouda er på nuværende tidspunkt (maj, 2018) rangeret som nr. 25. på Europe Nordic-listen i bantamvægt-klassen på Tapology.
Fouda møder danske Rhassan Muhareb til Danish MMA Night den 9. juni 2018 i Brøndbyhallen i København.

## MMA-karriere

### Amatørkarriere
Fouda kæmpede 25 MMA-amatørkampe.

### Professionel karriere
Han fik sin professionelle MMA-debut ved The Zone FC 9 - Unbreakable i Gøteborg i Sverige den 7. maj 2011, hvor han tabte en enstemmig afgørelse mod den svenske Marko Gyllenland. Han havde herefter tre sejre i træk før han tabte til lettiske Edgars Skrīvers ved Battle of Botnia 2016 den 10. december 2016 i sin hjemby, Umeå.
Fouda besejrede senest svenske Joel Moya Schoendorff ved IRFA - International Fight Ring Arena 11 den 18. februar 2018 i Stockholm.